# Odobești
Odobești [odoˈbeʃtʲ] (ungarisch Odobest) ist eine Kleinstadt im Kreis Vrancea in Rumänien. 

## Geographische Lage
Odobești liegt am linken Ufer des Flusses Milcov im Vorland der Ostkarpaten, an den Ausläufern des Vrancea-Gebirges. Am Drum național 2M gelegen, befindet sich Odobești etwa 12 Kilometer nordöstlich von der Kreishauptstadt Focșani entfernt.

## Geschichte
Die ältesten archäologischen Funde der Region stammen aus dem Neolithikum. 1227 ist an der Stelle der heutigen Stadt eine Siedlung mit dem Namen Civitas de Mylco bezeugt, die von Kumanen bewohnt war und die 1241 beim Mongolensturm vollständig zerstört wurde.
Vom 13. bis zum 16. Jahrhundert existierte dann eine Burg, die unter anderem von Ștefan cel Mare als Verteidigungsanlage gegen türkische Invasionen konzipiert war.
Der erste urkundliche Nachweis von Odobești stammt aus dem Jahr 1626. Der Ort lag im Süden des Fürstentums Moldau, unmittelbar an der Grenze zur Walachei. Beide Fürstentümer befanden sich in Abhängigkeit vom Osmanischen Reich. 1788 kam es in Odobești im Rahmen des Russisch-Österreichischen Türkenkrieges zu Gefechten. Weitere Zerstörungen folgten 1802 durch ein Erdbeben und 1803 durch ein Großfeuer. 1861 erhielt Odobești den Status einer Stadt. Von 1852 bis 1868 wurde eine Straße nach Focșani errichtet. 1895 ging die Bahnlinie in diese Stadt in Betrieb. Im Ersten Weltkrieg kam es in der Umgebung von Odobești erneut zu Kampfhandlungen.
Der wichtigste Wirtschaftszweig der Stadt ist der Weinbau. Daneben sind die Lebensmittelindustrie und die Möbelherstellung von Bedeutung.

## Bevölkerung
1835 wurden auf dem Territorium der heutigen Stadt 500 Häuser gezählt. 1872 lebten in Odobești 3010 Personen. Im Jahr 1900 waren unter den Einwohnern 1312 Juden. Bei der Volkszählung 2002 wurden in der Stadt 8000 Einwohner registriert, darunter 7951 Rumänen, 14 Roma und 12 Ungarn und andere Ethnien.

## Sehenswürdigkeiten
- Altstadt mit jüdischem Viertel
- Jüdischer Friedhof (19. Jahrhundert)
- Gedenkhaus für den Schriftsteller Duiliu Zamfirescu
- Berg Măgura Odobeștilor mit zwei Klöstern
- Burgruine Crăciuna (13.–16. Jahrhundert)